# Виноградное (Березанский район)
Виноградное (укр. Виноградне, до 2016 г. — Ленинка) — село в Березанском районе Николаевской области Украины.
Основано в 1925 году. Население по переписи 2001 года составляло 504 человека. Почтовый индекс —  57428. Телефонный код — 5153. Занимает площадь 0,392 км².

## Местный совет
57453, Николаевская обл., Березанский р-н, с. Коблево, ул. Одесская, 4